# Tim Rice
Pour les articles homonymes, voir Rice.
Timothy Miles Bindon Rice, dit Tim Rice, né le 10 novembre 1944, à Amersham (Buckinghamshire, Angleterre), est un parolier et présentateur de radio britannique.
Il est connu pour ses collaborations avec Andrew Lloyd Webber et son travail pour la Walt Disney Company. Pour cette dernière, il a travaillé sur Aladdin après la mort d'Howard Ashman, avec Elton John pour Le Roi lion, et a écrit 19 chansons pour la comédie musicale Aida.
À la fin des années 1980 et au début des années 1990, il collabore avec Michel Berger et Luc Plamondon pour la comédie musicale Tycoon, la version anglaise de Starmania. Son travail consiste notamment à traduire les paroles.
Il a été nommé Chevalier (Knight Bachelor) en 1994.
Il est le coauteur du « Guinness Book of British Hit Singles » (parution annuelle).

## Œuvres

### Comédies-musicales
- 1968 - Joseph and the Amazing Technicolor Dreamcoat
- 1970 - Jesus Christ Superstar
- 1976 - Evita
- 1983 - Blondel
- 1984 - Chess
- 1986 - Cricket
- 1992 - Tycoon (version anglaise de Starmania)
- 1994 - La Belle et la Bête (Beauty and the Beast)
- 1996 - Heathcliff
- 1997 - Le Roi lion (The Lion King)
- 1997 - King David
- 2000 - Aida
- 2005 - The Likes of Us
- 2011 - Le Magicien d'Oz
- 2011 - Aladdin
- 2013 - From Here to Eternity the Musical
- 1984 de Rick Wakeman

### Films
- 1983 : Octopussy (007 Octopussy) de John Glen - écriture de la chanson  " All Time High " en collaboration avec John Barry.
- 1992 : Aladdin de John Musker et Ron Clements - écriture des chansons en collaboration avec Howard Ashman et Alan Menken.
- 2017 : La Belle et la Bête (Beauty and the beast) de Bill Condon - écriture de nouvelles chansons en collaboration avec Alan Menken.
- 2018 : Jesus Christ Superstar Live in Concert (émission de télévision musicale)
- 2019 : Aladdin de Guy Ritchie - reprises des chansons écrite en collaboration avec Howard Ashman et Alan Menken pour le film homonyme.
- 2019 : Le Roi Lion (The Lion King) de John Favreau - écriture de nouvelles chansons en collaboration avec Elton John.